# Marjorie Cox Crawford
Marjorie Cox Crawford, avstralska tenisačica, * 1903, Bowral, Novi Južni Wales, Avstralija, † 1983.
V posamični konkurenci je največji uspeh dosegla leta 1931, ko se je uvrstila v finale turnirja za Prvenstvo Avstralije, kjer jo je v treh nizih premagala Coral Buttsworth. Na turnirjih za Amatersko prvenstvo Francije se je najdlje uvrstila v drugi krog leta 1933, na turnirjih za Prvenstvo Anglije pa v prvi krog leta 1932. V konkurenci ženskih dvojic se je trikrat uvrstila v finale turnirja za Prvenstvo Avstralije in ga osvojila leta 1932 skupaj s Coral Buttsworth. V konkurenci mešanih dvojic se je skupaj z možem Jackom Crawfordom petkrat zapored uvrstila v finale in turnir osvojila trikrat zapored v letih 1931, 1932 in 1933.

## Finali Grand Slamov

### Posamično (1)

#### Porazi (1)
| Leto | Turnir               | Nasprotnica v finalu | Rezultat finala |
| 1931 | Prvenstvo Avstralije | Coral Buttsworth     | 6–1, 3–6, 4–6   |

### Ženske dvojice (3)

#### Zmage (1)
| Leto | Turnir               | Partnerica       | Nasprotnici v finalu                 | Rezultat finala |
| 1932 | Prvenstvo Avstralije | Coral Buttsworth | Kathleen Le Messurier Dorothy Weston | 6–2, 6–2        |

#### Porazi (2)
| Leto | Turnir                   | Partnerica          | Nasprotnici v finalu                     | Rezultat finala |
| 1926 | Prvenstvo Avstralije     | Daphne Akhurst      | Esna Boyd Robertson Meryl O'Hara Wood    | 3–6, 8–6, 3–6   |
| 1930 | Prvenstvo Avstralije (2) | Sylvia Lance Harper | Emily Hood Westacott Margaret Molesworth | 3–6, 6–0, 5–7   |

### Mešane dvojice (5)

#### Zmage (3)
| Leto | Turnir                   | Partner       | Nasprotnika v finalu                | Rezultat finala |
| 1931 | Prvenstvo Avstralije     | Jack Crawford | Emily Hood Westacott Aubrey Willard | 7–5, 6–4        |
| 1932 | Prvenstvo Avstralije (2) | Jack Crawford | Nell Hall Hopman Džiro Sato         | 6–8, 8–6, 6–3   |
| 1933 | Prvenstvo Avstralije (3) | Jack Crawford | Marjorie Gladman Ellsworth Vines    | 3–6, 7–5, 13–11 |

#### Porazi (2)
| Leto | Turnir                   | Partner       | Nasprotnika v finalu          | Rezultat finala |
| 1929 | Prvenstvo Avstralije     | Jack Crawford | Daphne Akhurst Edgar Moon     | 6–0, 7–5        |
| 1930 | Prvenstvo Avstralije (2) | Jack Crawford | Nell Hall Hopman Harry Hopman | 9–11, 6–3, 3–6  |